# Mune (Schwert)

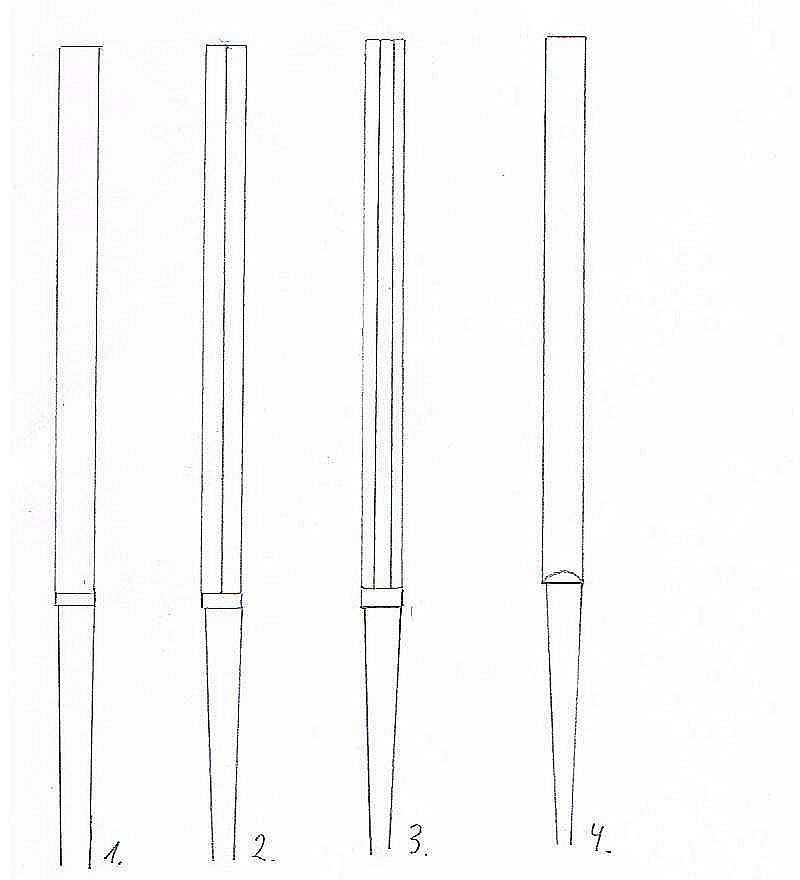
Typen des Mune

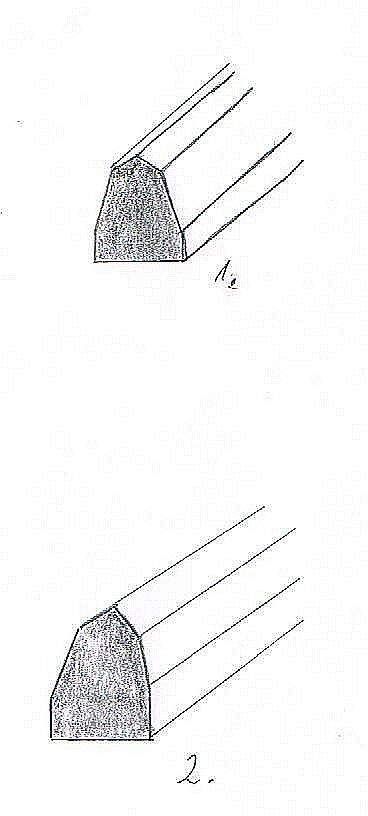
Illustration des Anstiegs (Oroshi) der Mune

Mune (jap. 棟, dt. „Dachfirst“) ist die Bezeichnung für den Klingenrücken japanischer Klingen.

## Beschreibung
Es gibt verschiedene Formen der Mune, die unterschiedlich bezeichnet werden. Die Kategorisierungen sind:
1. Kaku-mune (角棟, „eckige Mune“) oder Hira-mune (平棟, „flache Mune“): Bezeichnet einen Klingenrücken, der in der ganzen Länge flach gestaltet ist. Diese Art von Mune findet man nur an sehr alten Klingen (siehe Bild 1, Nr. 1).
2. Iori-mune (庵棟, „Klause/Einsiedelei-Mune“) oder Gyō-no-mune (行の棟, „Askese-Mune“): Die Mune ist hier A-förmig gestaltet. Diese Form wurde nach den Kotō (古刀, „alte Schwerter“) – ein Sammelbegriff der Schwerter von der Heian-Zeit (ab 794) bis zur Keichō-Ära (ab 1596) zusammenfasst[2] – sehr populär. Bei den Klingen der Yamato-Tradition, zugehörigen Schwertschmiedeschulen oder denen des Schwertschmiedemeisters Hankei, findet man oft einen steilen Oroshi (下ろし, Anstieg[3] der Mune). Die Klingen der Bizen-Tradition haben oft einen sanften Oroshi (siehe Bild 1. Nr. 2).
3. Mitsu-mune (三つ棟, „drei-Stück-Mune“) oder Shin-no-mune (真の棟, „wahre Mune, Mune der Wahrheit“). Dieser Typ der Mune hat drei Flächen, vergleichbar einem Hausdach mit abgeflachtem First. Man findet sie oft an Klingen der Sōshū-Tradition und angehörigen Schulen sowie den Tantō-Klingen der Yamashiro-Tradition. Frühe Klingen der Sōshū-Tradition haben eine breite, obere Fläche und eine steile Oroshi. Klingen der angehörigen Sue-Sōshū-Schule haben allerdings eine schmale, obere Fläche. An Shintō-Klingen (新刀, „neue Schwerte“, Schwerter ab der Keichō-Ära) findet man sie oft an den Klingen des Schwertschmiedemeisters Umetada Myoju von der Horikawa-Schule und des Schwertschmiedemeisters Echizen Yasutsugu (um 1600, Yasutsugu-Schule), die beide zur Sōshū-Tradition gehören (siehe Bild 1. Nr. 3).
4. Maru-mune (丸棟, „runde Mune“) oder Sō-no-mune (草の棟, „Gras-Mune“): Bezeichnet einen seltenen Typ der Mune der eine abgerundete Oberfläche hat. Man findet diese an Klingen der Ko-aoe-, Saikaido- und Hokurikudo-Schule (siehe Bild 1. Nr. 4).

Ein „sanfter“ Oroshi, d. h. der Klingenrücken hat leicht abgeflachten Seitenflächen, ist auf Bild 2, Nr. 1 abgebildet und ein „steiler“ Oroshi mit steiler abgeflachten Seitenflächen auf Bild 2, Nr. 2.